# Eugène Michel Antoniadi
Eugène Michel Antoniadi či Eugenios Antoniadis (10. března 1870, Konstantinopol – 10. února 1944, Paříž) byl řecký astronom, který většinu života strávil ve Francii. Studoval zejména planety a věnoval se i dějinám astronomie. Nakreslil mapy Merkuru a Marsu. Pozoroval většinou 83 cm teleskopem observatoře v Meudonu u Paříže.

## Život
Stal se uznávaným odborníkem na planetu Mars a i když zpočátku podporoval Schiaparelliho teorii kanálů na Marsu, po pozorování v roce 1909, když byl Mars v opozici, dospěl k závěru, že jde jen o optický klam.
Zabýval se též pozorováním Venuše a Merkuru. Jako první se pokusil nakreslit mapu Merkuru, ale jeho mapy byly nepřesné kvůli jeho mylnému předpokladu, že má Merkur vázanou rotaci se Sluncem. Na jeho počest byl po něm nazván kráter na Marsu a také na Měsíci. Vytvořil stupnici, určující kvalitu pozorovacích podmínek, kterou používají amatérští astronomové. Nese jméno Antoniadiho stupnice.
Byl také šachistou. Jeho nejlepším výsledkem bylo společně první místo s Frankem Marshallem na turnaji v Paříži v roce 1907, kde skončil o bod před Saviellym Tartakowerem.